# Медведівці (Мукачівський район)
Медве́дівці — село в Україні, у Закарпатській області, Мукачівському районі.

## Історія
В урочищі Бабинка — поселення пізньобронзового і ранньозалізного часів. На поселенні в 1964 році виявлено бронзовий скарб, до складу якого входило 27 предметів. В урочищі Могилки — група курганів. в 1967 році в одному порушеному кургані знайдено бронзовий скарб з 33 предметів. Датується добою пізньої бронзи і раннього заліза.
Перша згадка у 1557 році — як Medwefalwa, у 1570 — Meduefalua, як Fagyalos у 1904.
Церква св. арх. Михайла. 1625
храм св. арх. Михайла. 1625
Лемківські церкви Закарпаття є рідкісними за пропорційністю архітектурних частин та красою художніх деталей.
На жаль, через масову заміну дерев'яних церков мурованими в XIX ст. (особливо на закарпатській Лемківщині) нині у краї залишилася одна класична лемківська церква в Ужгородському музеї просто неба. Ще одна стоїть у Київському музеї.
Церкву св. Михайла збудували в селі Великі Лучки в 1625 р. (за іншою версією, на поч. XVIII ст.). Пізніше церкву перевезли в Медведівці (найімовірніше в 1790 p., бо саме тоді зроблено капітальний ремонт із заміною перекриття).
У газеті «Руський вісник» за 7 вересня 1924 р. оголосили про продаж церкви, збудованої з чистого дуба, а в селі взялися за спорудження мурованої церкви, яку закінчили в 1928 р. З 1925 р. велися переговори про перевезення церкви в Прагу. Громада отримала 1000 чехословацьких корон, і в 1929 р. відбулося перевезення.
У Празі церкву встановили в парку Кінського, на високому пагорбі Петршіна під наглядом архітектора В. Фабіана та митця А. Богача й урочисто відкрито 10 вересня 1929 року з нагоди 10-річчя входження тодішньої Підкарпатської Русі до Чехословаччини.
На відкритті були присутні губернатор Підкарпатської Русі Антон Бескид, єпископ Мукачівської єпархії П. Ґебей, ректор Українського вільного університету Дмитро Антонович, куратор з Медведівців М. Довганич, а також урядові особи та керівництво празької мерії. У виступах висловлювалося побажання, щоб церква була діючою.
Особливістю церкви був розкішний ансамбль розвинутих барокових бань і главок над трьома верхами. У стінах зрубу було укладено по 10 — 11 колод, галерея мала 10 різьблених стовпчиків. До 2008 року церква стояла замкнута і не було на ній жодного напису, який би свідчив про походження цієї чудової споруди. Однак у чеських краєзнавчих довідниках її називали "Карпатською". У 2008-2020 роках церква служила румунській православній громаді. 28 жовтня 2020 року у церкві виникла пожежа, яка практично знищила будівлю. Мерія Праги заявила, що відновить церкву.

## Присілки
Кереш
Кереш - колишнє село в Україні, в Закарпатській області.
Обєднане з селом Медведівці
Згадки: 1600: Kőrösfalva , 1610: Keóreosffalwa, 1630: Keórós, 1645: Keoroes Falva

## Туристичні місця
- В урочищі Бабинка — поселення пізньобронзового і ранньозалізного часів
- бронзовий скарб, до складу якого входило 27 предметів. 
- В урочищі Могилки— група курганів. в 1967 році в одному порушеному кургані знайдено бронзовий скарб з 33 предметів.
- храм св. арх. Михайла. 1625

## Населення
Згідно з переписом УРСР 1989 року чисельність наявного населення села становила 519 осіб, з яких 240 чоловіків та 279 жінок.
За переписом населення України 2001 року в селі мешкало 470 осіб.

### Мова
Розподіл населення за рідною мовою за даними перепису 2001 року:
| Мова       | Відсоток |
| ---------- | -------- |
| українська | 86,94 %  |
| російська  | 12,64 %  |
| білоруська | 0,21 %   |
| вірменська | 0,21 %   |